# Goffredo Zaccherini
Goffredo Zaccherini (Imola, 17 novembre 1871 – Roma, 7 dicembre 1938) è stato un vescovo cattolico, teologo e scrittore italiano.

## Biografia
Nato ad Imola, sede vescovile nella città metropolitana di Bologna, il 17 novembre 1871, compie i primi studi presso il seminario diocesano. Ordinato presbitero il 22 settembre 1894, si laurea in filosofia, teologia e diritto canonico a Roma e nel 1918 è nominato vicario generale dell'abbazia territoriale di Subiaco. Autore di vari volumi di teologia dogmatica, è nominato vescovo di Civita Castellana, Orte e Gallese l'8 marzo 1920, succedendo a Giacomo Alessandro Ghezzi, deceduto il 26 gennaio dello stesso anno. Riceve l'ordinazione episcopale il 1 maggio 1920 dal cardinale Gaetano De Lai, segretario della Congregazione Concistoriale, co-consacranti i vescovi Giulio Serafini, segretario della Congregazione del concilio, e Luigi Capotosti, segretario della Congregazione per la Disciplina dei Sacramenti.
Il 18 giugno 1928 viene trasferito alla diocesi di Jesi e l'11 maggio 1934 rinuncia al governo della sede episcopale per stabilirsi a Roma. Nel 1931 è co-consacrante principale per l'ordinazione episcopale del vescovo Santino Margaria, suo successore nella diocesi di Civita Castellana, Orte e Gallese. Nella stessa data è nominato vescovo titolare della sede titolare di Memfi e muore il 7 dicembre 1938, all'età di 67 anni, in Roma.

## Opere
- G. Zaccherini, L'iscrizione di Abercio. Monografia, Roma, SS. Apostoli, 1898
- G. Zaccherini, Necessità degli studj critici nel clero e loro vantaggi, Bitonto, Tipografia vescovile, 1901
- G. Zaccherini, L'Immacolata Concezione, Imola, Unganiae, 1904
- G. Zaccherini, Praelectiones theologiae speculativae. Fundamentalis theologiae, pars prima: De vera religione, Ratisbona, Fridericus Pustet, 1905
- S. Gaddoni, G. Zaccherini, Chartularium imolense, Imola, Unganiae, 1912
- S. Gaddoni, G. Zaccherini, Archivum S. Cassiani: 964-1200, I, Imola, Unganiae, 1912
- S. Gaddoni, G. Zaccherini, Archiva minora: 1033-1200, II, Imola, Unganiae, 1912
- G. Zaccherini, Theologiae dogmaticae speculativae cursus ad mentem s. Thomae aquinatis, I, I, Torino, Marietti, 1916
- G. Zaccherini, De revelatione christiana, I, Torino, Marietti, 1916
- G. Zaccherini, Prima lettera pastorale al clero e al popolo delle sue Diocesi, Subiaco, Tipografia dei Monasteri, 1920
- G. Zaccherini, Lettera pastorale al clero e al popolo delle due Diocesi, Subiaco, Tipografia dei Monasteri, 1921
- G. Zaccherini, Lettera pastorale al clero e al popolo delle due Diocesi per la quaresima del 1922, Subiaco, Tipografia dei Monasteri, 1922
- G. Zaccherini, Lettera pastorale al clero e al popolo delle sue Diocesi per la quaresima del 1926. Il Centenario di S. Francesco di Assisi, Subiaco, Tipografia dei Monasteri, 1926
- G. Zaccherini, Traduzione di A. Di Margerie, S. Francesco di Sales (1567-1622), Roma, Desclee & C., 1928
- G. Zaccherini, Lettera pastorale al clero e al popolo delle sue Diocesi per la Quaresima dell'anno 1928. L'opera missionaria, Subiaco, Tipografia dei Monasteri, 1928
- G. Zaccherini, Lettera pastorale per la Quaresima dell'anno 1929. Il Giubileo sacerdotale del Santo Padre Pio XI, Subiaco, Tipografia dei Monasteri, 1929
- G. Zaccherini, Lettera pastorale per la Quaresima dell'anno 1930. La conciliazione e il ritorno alla pratica della vita cristiana, Subiaco, Tipografia dei Monasteri, 1930
- G. Zaccherini, Lettera pastorale al clero e al popolo della sua Diocesi per la Quaresima dell'anno 1932. I nostri morti nel Purgatorio, Subiaco, Tipografia dei Monasteri, 1932

## Genealogia episcopale
- Cardinale Scipione Rebiba
- Cardinale Giulio Antonio Santori
- Cardinale Girolamo Bernerio
- Arcivescovo Galeazzo Sanvitale
- Cardinale Ludovico Ludovisi
- Cardinale Luigi Caetani
- Cardinale Ulderico Carpegna
- Cardinale Paluzzo Paluzzi Altieri degli Albertoni
- Papa Benedetto XIII
- Papa Benedetto XIV
- Papa Clemente XIII
- Cardinale Marcantonio Colonna
- Cardinale Giacinto Sigismondo Gerdil
- Cardinale Giulio Maria della Somaglia
- Cardinale Carlo Odescalchi
- Cardinale Costantino Patrizi Naro
- Cardinale Lucido Maria Parocchi
- Papa Pio X
- Cardinale Gaetano De Lai
- Vescovo Goffredo Zaccherini